# Handroanthus vellosoi
Handroanthus vellosoi é uma espécie de árvore do gênero Handroanthus.